# Alpnycklar
Alpnycklar (Orchis spitzelii) är en art i familjen orkidéer. 
Alpnycklar är en flerårig ört som kan bli cirka 30 centimeter hög och har lilaaktiga blommor som blommar i juni. Arten är sällsynt och har i Sverige endast hittats på Gotland. Som samtliga i Sverige förekommande orkidéer är den fridlyst.
Arten påträffades på Gotland första gången 4 juni 1939 av Bengt Pettersson norr om Hasselriv i Halls socken. Det visade sig dock senare att Thore Fries redan 1914 hade samlat in ett exemplar, som han dock trodde var en variant av Sankt Pers nycklar. Bengt Pettersson ansåg först att det rörde sig om en reliktlokal från ett större utbredningsområde, men kom senare till uppfattningen att Alpnycklarna inkommit med franskt gräsfrö omkring 1900, en åsikt som senare även Anna-Lena Fritz 1990 anslöt sig till. 1958 påträffade Bengt Pettersson Alpnycklar på 36 lokaler på Gotland.

## Fotnoter
1. ↑  ”Rödlistning 2020 av alpnycklar”. Artfakta. SLU Artdatabanken. https://artfakta.se/naturvard/taxon/Orchis-spitzelii-1122. Läst 19 mars 2022.
2. ↑  Gotlands flora; Johansson, Göransson och Ingmansson. band II, s. 80.